# Лебеда прибрежная
Лебеда прибрежная (лат. Atriplex littoralis) — вид травянистых растений рода Лебеда (Atriplex) семейства Амарантовые (Amaranthaceae).

## Ботаническое описание

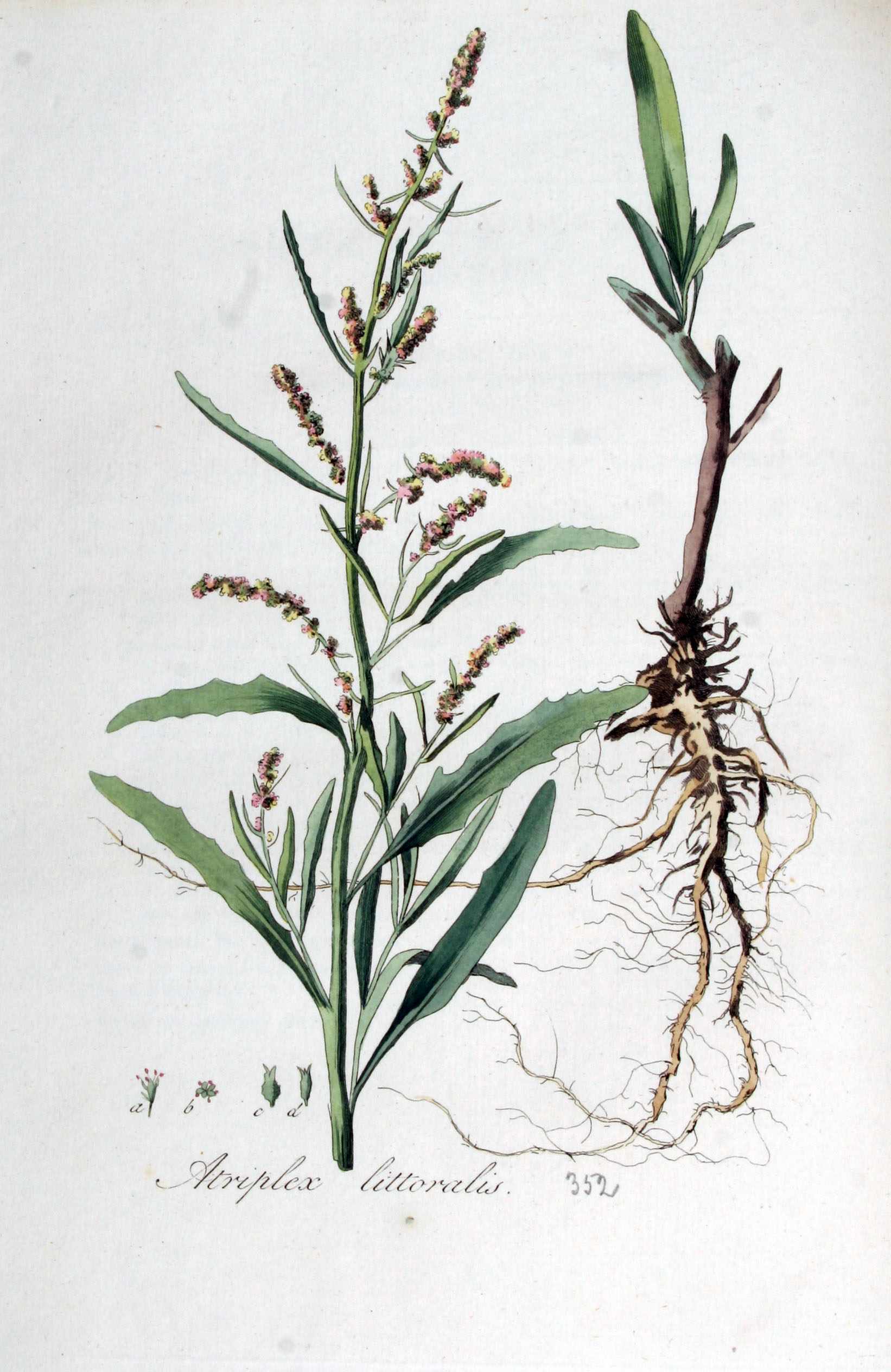

Однолетнее травянистое растение, гладкое, обычно зелёное; стебель 15—70 см высотой, прямостоячий, более или менее ветвистый, с ветвями отклонёнными под острым углом. Листья очерёдные, ланцетовидные, линейно-ланцетовидные или линейные, заострённые, при основании постепенно суженные в черешок в 3—4 раза короче пластинки, цельнокрайные или в верхней своей половине неровно выемчато-зубчатые, 2,5—9 см длиной и 2—10 мм шириной.

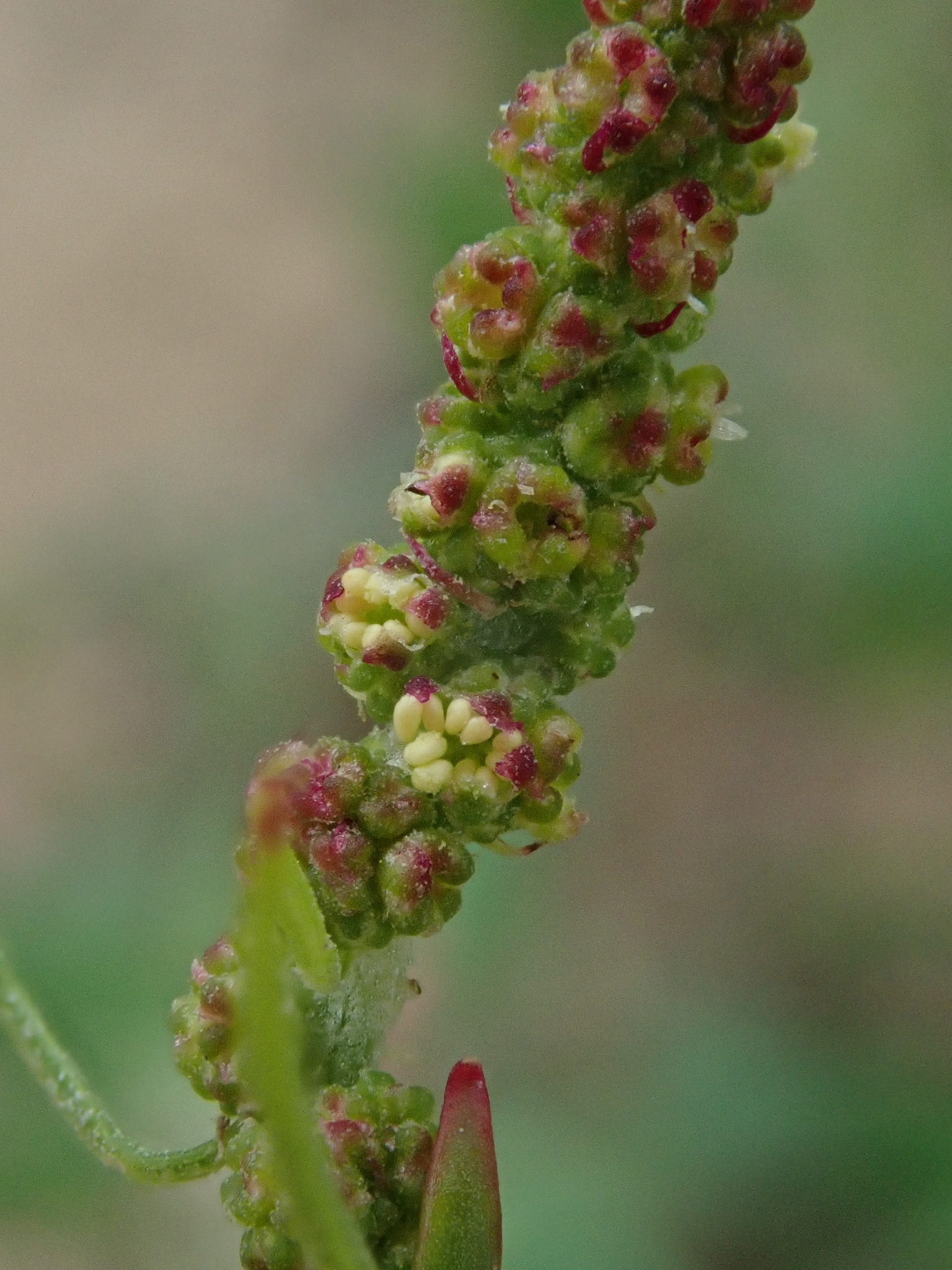
Соцветие

Цветки в пучках, собранных на конце стебля и ветвей довольно длинными прерывистыми или лишь на верхушке плотными безлистными колосьями. Прицветники при плодах сросшиеся лишь при основании, ромбически-яйцевидные, по краям с немногими зубцами или же цельные, на наружной поверхности бугорчатые, реже гладкие, с расходящимися верхушками, 2,5—4 мм длиной. Семена черновато-бурые, около 1¼ мм в поперечнике.

## Распространение и экология
Северная Африка, Европа, Кавказ, Сибирь и Дальний Восток. Растёт на солончаках, в засоленных степях, иногда как сорное растение около жилья.

## Синонимы
- Atriplex hastata var. littoralis (L.) Farw. (1904)
- Atriplex marina L. (1771)
- Atriplex maritima Pall. (1773), nom. illeg.
- Atriplex patula subsp. littoralis (L.) H.M.Hall & Clem. (1923)
- Atriplex patula var. littoralis (L.) A.Gray, Manual (1867)
- Atriplex salicina Pall. (1771)
- Atriplex salina Siev. (1796)
- Atriplex serrata Huds. (1762)
- Atriplex sulcata Michx. ex Schult. (1820)
- Chenopodium dethardingianum E.H.L.Krause (1901)
- Chenopodium littorale (L.) Thunb. (1815)
- Schizotheca littoralis (L.) Fourr. (1869)